# Stadion der Freundschaft (Chociebuż)

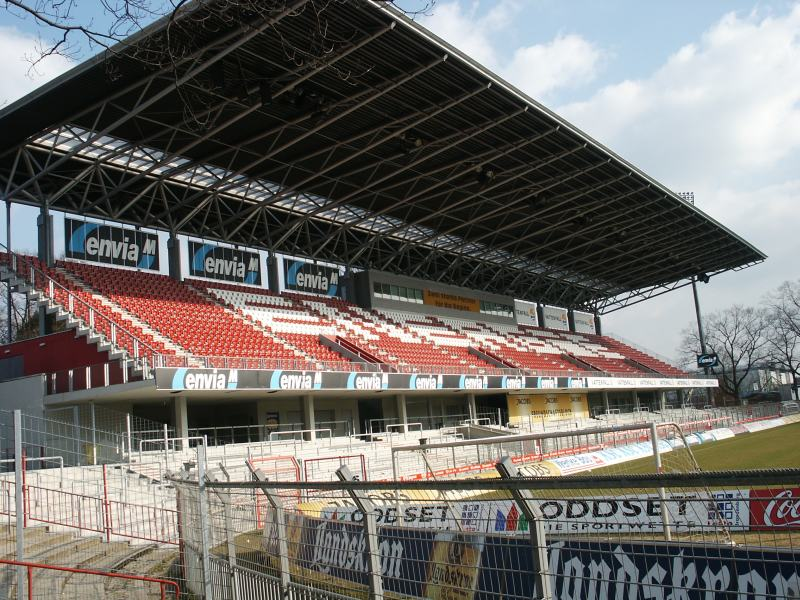
Stadion der Freundschaft

Stadion der Freundschaft (dłuż. Stadion pśijaśelstwa) – stadion piłkarski położony w niemieckim mieście Chociebuż (Cottbus). Obecnie na stadionie swoje mecze rozgrywa drużyna Energie Cottbus. Stadion został zbudowany w 1930 roku a jego pojemność wynosi 22 528 miejsc.